# Пол ван Дайк
Пол ван Дайк (Paul Van Dyk, справжнє ім'я Матіас Пол (Matthias Paul); нар. 16 грудня 1971, Айзенгюттенштадт (нім. Eisenhüttenstadt), Німеччина) — найвідоміший трансовий діджей світу, один із найвідоміших продюсерів електронної музики.

### Біографія
Виріс у Східному Берліні, вчився на інженера телекомунікацій. Пол любив слухати ремікси на популярну у той час музику, і з часом почав робити власні. З 1992 року почав виступати діджеєм у відомому берлінському техно-клубі Tresor. Того ж року його першою серйозною роботою у співпраці з Cosmic Baby стала «The Visions of Shiva». Наступного року ван Дайк прославився завдяки своєму реміксу на пісню «Love Stimulation» і ночам у легендарному Берлінському клубі E-Werk. У 1994 році вийшов дебютний альбом «45RPM». Пізніше композиція «For An Angel» з даного альбому була визнаною однією з найкращих у світі в жанрі транс.
Другий альбом «Seven Ways» (1996) отримав репутацію справжнього відкриття у жанрі трансу. Цей альбом разом із такими композиціями, як «Forbidden Fruit», «Seven Ways» та «Words» став його першим серйозним успіхом у Великій Британії, і став справжнім хітом у місцевих клубах. Пізніше, попри британський консерватизм і несприйняття іноземних виконавців, композиції ван Дайка починають посідати перші місця у наймодніших британських чартах, і стають улюбленцями британських клабберів, серед яких пізніше заробив репутацію палкого противника наркотиків, провівши декілька великих вечірок під відповідними гаслами.

## Дискографія

### Альбоми
- 1994 45 RPM (Remixes Per Minute)
- 1994 Pumpin
- 1994 The Green Valley EP
- 1995 Emergency (The Remixes)
- 1996 Seven Ways
- 2000 Out There And Back
- 2001 Columbia EP
- 2001 The Politics of Dancing
- 2002 Zurdo: Musica Original de la Pelicula (Soundtrack)
- 2003 Global
- 2003 Reflections
- 2005 The Politics of Dancing 2
- 2007 In Between
- 2012 Evolution

### Сингли
- 1996 «Beautiful Place»
- 1997 «Forbidden Fruit»
- 1997 «Words»
- 1998 «For An Angel» (PvD's 1998 E-Werk Remix) #28 UK
- 1999 «Another Way/Avenue» #13 UK
- 1999 «Namistai» (with Brian Transeau)
- 1999 «Tell Me Why (The Riddle)» (featuring Saint Etienne) #7 UK
- 2000 «We Are Alive» #15 UK
- 2002 «Animacion»
- 2003 «Nothing But You» (featuring Hemstock & Jennings)#14 UK
- 2003 «Time Of Our Lives (featuring Vega 4)/Connected» #28 UK
- 2003 «Buenaventura»
- 2004 «Crush» (featuring Second Sun)
- 2004 «Wir Sind Wir» (with Peter Heppner)
- 2005 «The Other Side» (featuring Wayne Jackson)
- 2007 «In Between»
- 2007 «Haunted»
- 2007 «White Lies (feat. Jessica Sutta)»
- 2007 «Sabotage»
- 2007 «Complicated (feat. Ashley Tomberlin)»
- 2007 «Get Back (feat. Ashley Tomberlin)»
- 2007 «Far Away»
- 2007 «Another Sunday»
- 2007 «Talk In Grey»
- 2007 «In Circles»
- 2007 «Stormy Skies (feat. Wayne Jackson)»
- 2007 «Detournement»
- 2007 «New York City (feat. Ashley Tomberlin)»
- 2007 «Castaway»
- 2007 «La Dolce Vita»
- 2007 «Let Go (feat. Rea)»
- 2007 «Fall With Me (feat. David Byrne)»

### Ремікси
| - 2008 — Lisa Miskovsky (Remix: Still Alive Mirror's Edge Theme) - 2007 — Justin Timberlake (Remix: What Goes Around) - 2006 — Thomas Bronzwaer (Remix: Close Horizon) - 2006 — Jam & Spoon (Rework: Butterfly Sign) - 2005 — A-ha (Remix: Celice) - 2005 — Timo Maas (Remix: Pictures) - 2005 — Kuffdam & Plant (Remix: Summerdream) - 2005 — Wayne Jackson (The Other Side) - 2005 — Deep Dish (Remix: Say Hello) - 2005 — Pro Asyl (Taking the Long Way) - 2004 — Asys (Edit: No More Fucking Rock'n' Roll) - 2004 — Dino Sofos (Remix: Breathe Sunshine) - 2004 — Nu-NRG (Remix: Free Fall) - 2004 — Peter Heppner (Wir sind Wir) - 2004 — Second Sun (Crush) - 2004 — Vega 4 (auf: Time of our Lives) - 2003 — Lydia Denker — One Perfect Day (Pvd Rmx) - 2003 — Nick Lunn & YOMC pres. Techno Punk (Edit: Energize) - 2003 — Agnelli & Nelson pres. Ultra (Edit: Holding onto Nothing) - 2003 — Starchaser feat. Steve Edwards (Edit: Falling Star) - 2003 — Hemmstock & Jennings (Nothing But You) - 2002 — Ghostland feat. Sinéad O'Connor (Remix: Guide me God) - 2002 — Second Sun (Remix: Empire) - 2002 — Romathony (Remix: I never Fuck) - 2002 — Solid Sleep (Remix: Club Attack) | - 2002 — Cirillo (Remix: Cristallo) - 2001 — Rammstein (Remix: Ich will) - 2001 — U2 (Remix: Elevation) - 2001 — Alphaville (Remix: Dance with Me) - 2001 — auf Columbia - 2001 — Jam & Spoon feat. Rea (Remix: Be.Angeled) - 2001 — Members of Mayday (Remix: 10 in 01) - 2000 — The Thrillseekers (Remix: Synaesthesia) - 2000 — Underworld (Remix: Born Slippy) - 2000 — Saint Etienne (Remix: How we used to live) - 2000 — Saint Etienne (auf: Tell me why) - 1999 — Faithless (Remix: Bring my Family Back) - 1999 — Blank & Jones (Remix: Cream) - 1993 — Humate (Remix: Love Stimulation), wurde 1998 mit neuen Mixen wiederveröffentlicht - 1998 — Binary Finary (Remix: 1998) - 1997 — Curve (Remix: Chinese Burn 1997) - 1997 — Denki Groove (Remix: Niji) - 1997 — Age of Love (Remix: Age of Love) - 1996 — Dina Caroll (Remix mit BT: Run to You) - 1996 — BT feat. Tori Amos (Remix: Blue Skies) - 1995 — Joe T. Vanelli (Remix: Voices in Harmony) |

### Спільні роботи
- «The Visions Of Shiva» (з Cosmic Baby)
  - 1992 Perfect Day
  - 1993 How Much Can You Take?

### Відео
- 2003 Global (DVD)

### Діджейські компіляції
- 1993 X-MIX-1 (The MFS Trip)
- 1997 Perspective — A Collection Of Remixes 1992—1997
- 1998 Vorsprung Dyk Technik
- 2001 The Politics of Dancing
- 2005 The Politics of Dancing 2

### Нагороди
- «Best International DJ Award» — 1999, Music Awards w Londynie
- «America's Favorite DJ» — 2004, BPM Magazine
- «Best International DJ, Best Event and Best Music in a Commercial (Motorola)» — 2004, Dancestar Awards
- «Mexican Oscar» — травень 2004, за саундтрек до фільму Zurdo
- Найкращий DJ світу — 2005 рік, видавництвом «DJ magazine»

### Концерти в Україні
- 10 червня 2006 в Києві у Міжнародному виставковому центрі відбувся перший концерт Пола ван Дайка в Україні.

- 14 грудня 2007 в Києві в тому ж Міжнародному виставковому центрі відбувся 2-ий концерт Пола ван Дайка в Україні в рамках світового турне в підтримку нового, 5-го за рахунком альбому «In between» (реліз — 14 серпня 2007 р.).

- 12 червня 2010 в Києві в тому ж Міжнародному виставковому центрі відбувся ще один концерт Пола ван Дайка в Україні. Цей концерт мав відбутися 1 травня 2010, але був перенесений на 12 червня в зв'язку з тяжкою хворобою родича Пола ван Дайка.

На 2012 заплановані концерти у Львові (21 вересня, стадіон «Арена Львів») та Києві (22 вересня, клуб «Stereo Plaza») у рамках світового турне на підтримку альбому «Evolution».